# Karl Laforce
Karl Laforce (* 28. Oktober 1904; † 9. November 1923 in München) war ein deutscher Putschist. Er wurde bekannt als einer der 16 getöteten Putschteilnehmer des gescheiterten Hitler-Putsches, denen Adolf Hitler den ersten Teil seines Buches Mein Kampf widmete.

## Leben und Wirken
Nach dem Besuch der Realschule absolvierte Laforce eine Lehre zum Versicherungskaufmann. Anschließend war er vom 10. Mai 1921 bis zu seinem Tod bei der Versicherung Thuringia angestellt. Gleichzeitig studierte er Ingenieurwesen in München. Politisch hatte Laforce bereits als Jugendlicher Anschluss an die völkisch-nationalistische Bewegung gefunden: Er wurde um 1920 Mitglied der Jugendorganisation Adler und Falken, wo er eine Lokalgruppe, einen sogenannten Horst, führte. 1921 trat er der NSDAP und der SA bei. 1923 wurde er in den sogenannten Stoßtrupp Adolf Hitler aufgenommen, einer Vorgängerorganisation der späteren SS. Als Student gehörte er seit 1923 der Wehrschaft Bajuvaria München an.
Im November 1923 beteiligte Laforce sich am gescheiterten Hitler-Putsch in München. Am Mittag des 9. November 1923 wurde er beim Marsch auf die Feldherrnhalle getötet, als er während des Zusammenstoßes der Putschisten mit der Landespolizei auf dem Odeonsplatz, bei dem es zu einem Schusswechsel kam, von einem Kopfschuss tödlich verletzt wurde.
Hitler widmete Laforce und 15 weiteren getöteten Putschteilnehmern bereits 1925 den ersten Band seines Buches Mein Kampf, wo sie namentlich im Vorwort aufgeführt wurden. Nach der Machtergreifung der Nationalsozialisten 1933 wurde an der Feldherrnhalle in München eine Tafel mit den Namen dieser Personen angebracht, die von einer Ehrenwache der SS geehrt wurde. Jeder Passant, der an dieser Tafel vorbeikam, war verpflichtet, diese mit dem Hitlergruß zu ehren. 1935 wurden auf dem Königsplatz zwei „Ehrentempel“ als gemeinsame Grabanlage für diese Personengruppe errichtet. Im selben Jahr wurden Laforce und die übrigen Toten exhumiert, dorthin übergeführt und in bronzenen Sarkophagen erneut beigesetzt. Bis 1945 wurden sie in den nationalsozialistischen Kult um die „Blutzeugen der Bewegung“ einbezogen.
Zwischen 1933 und 1945 wurden verschiedene Straßen im Deutschen Reich nach Laforce benannt, die Karl-Laforce-Straße in Breslau, Gelsenkirchen, Gräfelfing, Kassel-Oberzwehren, Leverkusen, Leslau (im Wartheland) und Wuppertal. Hinzu kamen eine Abteilung des Reichsarbeitsdienstes und der SS-Sturm 2/III/1 in München, die seinen Namen führten.
Zwischen 1936 und 1945 bestand an der Ludwig-Maximilians-Universität München die Kameradschaft Karl Laforce des NSD-Studentenbundes (mit einer Altkameradschaft der Großdeutschen Landsmannschaft Bayern).